# Źródło Marii (kapliczka)
Źródło Marii (kaszb. Zdrzódło Marii, Brzãczka) – kapliczka z figurą Najświętszej Marii Panny. Znajdująca się w gdyńskiej dzielnicy Wielki Kack, na terenie Lasów Oliwskich, w miejscu źródła potoku Źródło Marii przy ul. Źródło Marii 47. Postawiona w 1922 roku, jako wotum dziękczynne za to, że nie doszło do śmierci żadnego z uczestników groźnego wypadku, który zdarzył się na budowie linii kolejowej Kokoszki-Gdynia w 1921 roku, co uznano za cud.

## Wcześniejsze dzieje miejsca
Miejsce, w którym obecnie znajduje się kapliczka Źródło Marii, jest jednym ze źródeł rzeki Kaczej, od której nazwę wzięła, leżąca nad nią, pobliska wieś Kack (obecnie Wielki Kack, dzielnica Gdyni). Miejscowa ludność kaszubska nazywała to źródło Brzãczka (Brzęczka – brzęczyk), w związku z głośnym brzęczeniem wody spływającej po kamieniach i gałęziach.
Po roku 1871 pruski administrator tego terenu, rezydujący w Mostach, nadał mu nazwę Kaiser Quelle (Cesarskie Źródło), pisaną potem także w formie Kaiserquell, bowiem władze pruskie postawiły przy nim na postumencie popiersie cesarza Wilhelma I Hohenzollerna. Odbywały się tu festyny ludowe. Po odzyskaniu niepodległości, gdy w lutym 1920 roku teren ten powrócił do Polski, pomnik został usunięty.

## Budowa kapliczki
W 1921 roku powstawała tutaj polska linia kolejowa z Gdyni do Kokoszek omijająca Wolne Miasto Gdańsk. Któregoś dnia na budowie doszło do groźnego wypadku. Robotnicy umacniali darnią zbocza skarpy. Darń wożono wagonikami od strony Osowy. Wokół rosły drzewa, droga była kręta, a widoczność ograniczona. W pewnym momencie jeden z wagoników oderwał się od reszty składu i zaczął przemieszczać się prosto w stronę robotników, którzy właśnie mieli przerwę obiadową. Odpoczywali przy torach, gdy nagle usłyszeli łoskot i zdążyli uskoczyć przed nadjeżdżającym z dużą prędkością wagonikiem. Robotnicy uznali, że cudowne ocalenie zawdzięczają Najświętszej Marii Pannie i z wdzięczności za uratowanie życia, wybudowali kapliczkę z Jej figurą na kamiennym postumencie na środku stawu przy źródełku.
Uroczystego poświęcenia 3 maja 1922 dokonał ks. Melchior Bałach – pierwszy proboszcz parafii św. Wawrzyńca w Wielkim Kacku. Na postumencie umieszczono, istniejące wciąż napisy: „Pod Twą obronę” i „Nie damy ziemi, skąd nasz ród”. Zakątek ten, nazwany odtąd Źródło Marii, stał się miejscem kultu religijnego. Zabawy ludowe odbywały się powyżej Źródła, na wzgórzu nazywanym Tanzalą (od tanc-sala). 
Pierwsza figura w kapliczce w 1939 roku została strącona i rozbita przez Niemców. Podczas okupacji postawiono tam drugą, jednak w marcu 1945 roku zniszczyli ją żołnierze sowieccy, strzelając do niej dla zabawy. W 1946 roku kapliczkę odbudował i postawił trzecią figurę p. Jach. Po pięciu latach wymieniono ją na nową. W 1968 roku Jan Skwiercz ufundował kolejną, biało-błękitną, w szklanej obudowie. W sierpniu 2006 roku figura ta została zmieniona na nową, stylizowaną na pierwszy posąg - większą i białą, bez obudowy a poprzednia została umieszczona w kruchcie bocznej kościoła św. Wawrzyńca. W styczniu 2018 roku figura w kapliczce została zniszczona po raz trzeci, przez współczesnych wandali. Jej miejsce zajęła kolejna, identyczna jak poprzednia. Za opiekę nad kapliczką odznaczeni zostali medalem 70-lecia Gdyni: Janina Jaszdzewska, Albert Ślęga i Halina Kaczoń.

## Popularność
Źródło Marii odwiedzane jest przez pielgrzymów i spacerowiczów, którzy oprócz modlitwy korzystają z wody źródlanej, uważanej za przynoszącą cudowne uzdrowienia. W latach sześćdziesiątych zbudowano ujęcie wody i odtąd czerpie się ją z wodotrysku na cokole przed kapliczką. Woda jest czerpana ze źródła znajdującego się 80 metrów pod powierzchnią. W maju we wtorki odbywają się przy niej nabożeństwa majowe w języku kaszubskim, a 3 maja i 15 sierpnia odprawiane są Msze św. Jest to jedyna kapliczka przydrożna w Gdyni, przy której w XXI wieku odbywają się regularne nabożeństwa.

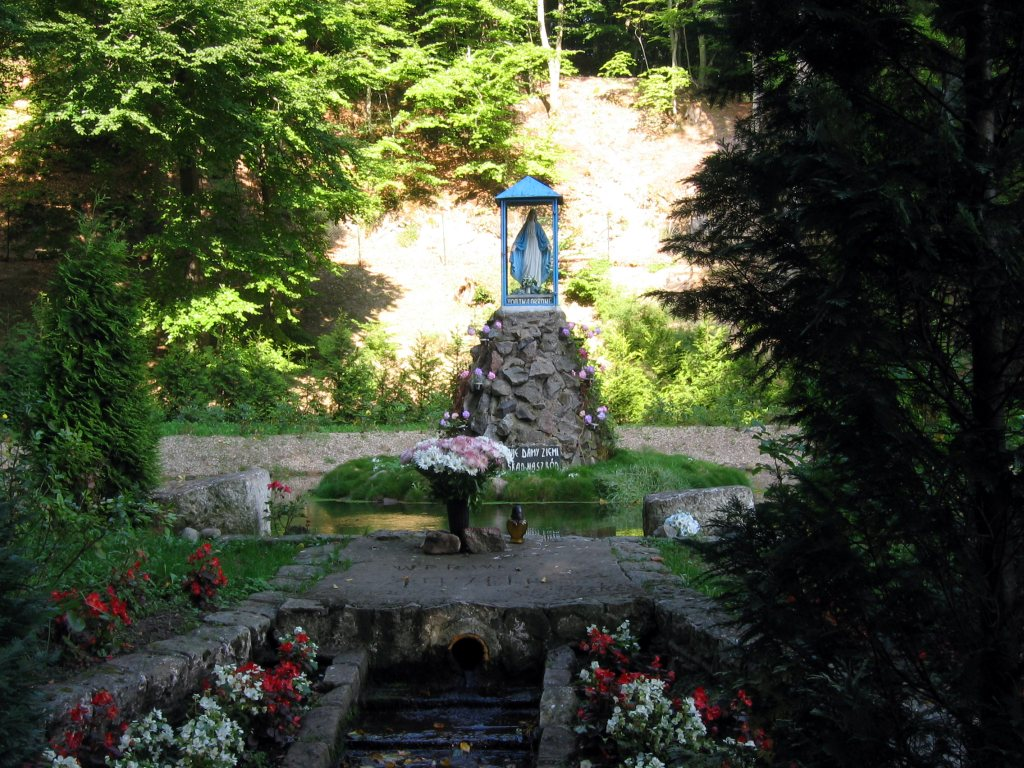
Źródło Marii w latach 1968–2006

Popularność kapliczki sprawiła, że wypływającą stąd Kaczą nazwano potokiem Źródło Marii na odcinku od źródła do miejsca, gdzie w Krykulcu wpływa do niego mniejszy potok mający swe źródło w Bojanie, również zwany Kaczą. Dalszy bieg rzeki, aż do ujścia do Zatoki Gdańskiej w Orłowie, zachował nazwę Kacza. W Wielkim Kacku główną ulicę dawnej wsi, wiodącą w lewo od końca ul. Wielkopolskiej, obok kościoła św. Wawrzyńca, do kapliczki, również nazwano ulicą Źródło Marii. Od lat 70. dojazd nią do kapliczki odcina Obwodnica Trójmiasta, lecz jest on możliwy przez osiedle Fikakowo ul. Gryfa Pomorskiego, lub ul. Górniczą, a następnie wiaduktem na końcu ul. Lipowej. W 1930 roku podczas budowy magistrali węglowej linię kolejową poprowadzono 600 metrów dalej, toteż obok kapliczki odtąd przechodzi leśna droga. Przy Źródle Marii krzyżują się dwa szlaki turystyczne: żółty Szlak Trójmiejski i czarny Szlak Źródła Marii. Znajdują się tutaj też ławki i miejsca parkingowe. Jest to jedyna kapliczka w Gdyni zaznaczana na planach miasta, wydawanych przez PPWK, sygnaturą kaplicy.